# داريو سرنا
داريو سرنا (بالكرواتية: Darijo Srna)، من مواليد 1 مايو 1982 في ميتكوفيتش في كرواتيا، لاعب كرة قدم كرواتي.
بدأ مسيرته الكروية مع نادي هايدوك سبيلت الكرواتي في عام 1999، ولعب معهم حتى عام 2003، وشارك معهم في 70 مباراة وسجل 7 أهداف، ومنذ عام 2003 وهو يلعب مع نادي شاختار دونتسك الأوكراني.
و قد بدأ باللعب مع منتخب كرواتيا لكرة القدم في عام 2002.

## مسيرته الكروية
لعب داريو سرنا خلال مسيرته الاحترافية مع 3 أندية في عشرون موسمًا وسجل خلالها 37 هدفًا ضمن 431 مباراة. حيث فاز في عشرة مواسم بالكأس وفي أحد عشر موسمًا بالدوري.
خاض داريو سرنا مسيرته مع نادي هايدوك سبليت في موسم 1999–00 ليلعب معه أربعة مواسم، مشاركًا في 63 مباراة سجل خلالها 4 أهداف. ثم انتقل إلى نادي شاختار دونيتسك في موسم 2003–04 ليلعب معه خمسة عشر موسمًا، حيث شارك في 342 مباراة سجل خلالها 33 هدفًا. لينتقل بعدها إلى نادي كالياري في موسم 2018–19 لمدة موسم واحد، مشاركًا في 26 مباراة ولم يسجل أي هدف.

## روابط خارجية
- داريو سرنا على موقع الاتحاد الدولي (مؤرشف)  (الإنجليزية)
- داريو سرنا على موقع الاتحاد الأوربي (الإنجليزية)
- داريو سرنا على موقع اتحاد كرواتيا (الكرواتية)
- داريو سرنا على موقع اتحاد أوكرانيا (الإنجليزية)
- داريو سرنا على موقع إي إس بي إن إف سي (الإنجليزية)
- داريو سرنا على موقع قاعدة بيانات كرة القدم.إي يو (الإنجليزية)
- داريو سرنا على موقع ليكيب (الفرنسية)
- داريو سرنا على موقع ناشيونال فوتبول تيمز (الإنجليزية)
- داريو سرنا على موقع Soccerbase.com (لاعب) (الإنجليزية)
- داريو سرنا على موقع Soccerway.com (الإنجليزية)